# Ajali Akvaskia
Ajali Akvaskia (en georgiano: ახალი აკვასკია) o Novaya Akuaskia (en abjasio: Новая Акәасқьа) es una aldea que pertenece a la parcialmente reconocida República de Abjasia, dentro del distrito de Ochamchire, aunque de iure es parte del municipio de Ochmachire de la República Autónoma de Abjasia de Georgia.

## Geografía
Ajali Akvaskia se encuentra en la llanura de Samurzajano, a 9 km de Ochamchire. La aldea se administra desde el pueblo de Akvaskia.  

## Infraestructura

### Transporte
Ajali Akvaskia está en la carretera que une Ochamchire y Tkvarcheli.  